# BSV Schwarz-Weiß Rehden
Ballsportverein „Schwarz-Weiß“ Rehden é uma agremiação esportiva alemã, fundada a 21 de junho de 1954, sediada em Rehden, na Baixa Saxônia.

## História
Manda as suas partidas no Sportplatz Waldsportstätten, com capacidade para 4.350 lugares. Foi construído em 2001 e reconstruído em 2012 para atender as diretrizes à disputa da Regionalliga.
Foi concebido a partir de uma equipe de jovens e outra de adultos em 1954. Em 1957, o time principal ascendeu da Kreisklasse para a Bezirksklasse. Em agosto de 1977, no campo de esportes do BSV Rehden houve um jogo contra a seleção da Bundeswehr e, em seguida, da segunda divisão do clube VfL Osnabrück havendo uma multidão recorde de mais de 1.000 pessoas. 
O sucesso inicial em nível distrital ocorreu na década de 1990 quando o clube chegou à Oberliga Niedersachsen e por três vezes ganhou a Bezirkspokal. Em 2003, chegou à primeira rodada da Copa da Alemanha, mas foi derrotado e eliminado pelo ex-clube da Bundesliga, TSV 1860 München por 5 a 1. Foi o primeiro jogo da associação contra uma equipe profissional.
Na temporada 2009-2010, o BSV Rehden se qualificou para a Oberliga Niedersachsen (V). Na temporada 2011-2012 o clube se classificou para a Regionalliga (IV). O estádio está sendo ampliado para incluir 250 lugares para hóspedes. A segunda equipe atua na Bezirksliga Hannover 1.

## Títulos
- Participação na Copa da Alemanha, temporada 2003-2004;
- Promoção à Regionalliga, temporada 2012-2013;